# Flutura, Telenești
Flutura este un sat din cadrul comunei Tîrșiței în raionul Telenești, Republica Moldova.